# Liste der Baudenkmale in Hambühren
In der Liste der Baudenkmale in Hambühren sind alle Baudenkmale der niedersächsischen Gemeinde Hambühren (Landkreis Celle) aufgelistet. Die Quelle der Einträge ist der Denkmalatlas Niedersachsen mit tw. Kürzungen. Der Stand der Liste ist der 18. Mai 2024.

## Allgemein
In den Spalten befinden sich folgende Informationen:
- Lage: die Adresse des Baudenkmales und die geographischen Koordinaten. Kartenansicht, um Koordinaten zu setzen. In der Kartenansicht sind Baudenkmale ohne Koordinaten mit einem roten Marker dargestellt und können in der Karte gesetzt werden. Baudenkmale ohne Bild sind mit einem blauen Marker gekennzeichnet, Baudenkmale mit Bild mit einem grünen Marker.
- Bezeichnung: Bezeichnung des Baudenkmales
- Beschreibung: die Beschreibung des Baudenkmales. Unter § 3 Abs. 2 NDSchG werden Einzeldenkmale und unter § 3 Abs. 3 NDSchG Gruppen baulicher Anlagen und deren Bestandteile ausgewiesen.
- ID: die Objekt-ID des Baudenkmales
- Bild: ein Bild des Baudenkmales, ggf. zusätzlich mit einem Link zu weiteren Fotos des Baudenkmals im Medienarchiv Wikimedia Commons. Wenn man auf das Kamerasymbol klickt, können Fotos zu Baudenkmalen aus dieser Liste hochgeladen werden:

## Hambühren I
| Lage                                  | Bezeichnung | Beschreibung | ID       | Bild |
| ------------------------------------- | ----------- | --- | -------- | ---- |
| Im Dorfe 4 52° 38′ 13″ N, 9° 59′ 1″ O | Backhaus    | Eingeschossiger freistehender länglicher Fachwerkbau mit Backsteinausfachung unter Satteldach mit Hohlpfannendeckung. Nördlich angrenzend schmaler, niedriger Trakt eines Bienenzauns. Errichtet um 1822. Backofen erhalten. | 33758142 | BW   |

## Hambühren II
| Lage                                     | Bezeichnung         | Beschreibung | ID       | Bild           |
| ---------------------------------------- | ------------------- | --- | -------- | -------------- |
| Kirchstraße 5 52° 37′ 27″ N, 9° 58′ 5″ O | Auferstehungskirche | Eingeschossiger Massivbau, Fassade in Backsteinmauerwerk, mit Pfeilervorlagen, drei Zugänge in Gestalt niedriger Vorbauten. Westlich angrenzender Glockenturm. Südlich angrenzendes Gemeindehaus. | 33758163 | Weitere Bilder |

## Oldau
| Lage                                          | Bezeichnung           | Beschreibung | ID       | Bild           |
| --------------------------------------------- | --------------------- | --- | -------- | -------------- |
| Hauptstraße 11 52° 39′ 36″ N, 9° 55′ 45″ O    | Speicher              | | 33758182 | BW             |
| Oheweg 5 52° 39′ 38″ N, 9° 55′ 45″ O          | Scheune               | Vierständer-Fachwerkbau mit Backsteinausfachung unter Halbwalmdach in Hohlpfannendeckung, mit außermittiger Längsdurchfahrt und Speicherteil. Errichtet 1857. | 33758227 | BW             |
| Oheweg 5 52° 39′ 38″ N, 9° 55′ 49″ O          | Stall                 | Bündig verbretterter giebelständiger Dreiständerbau mit Längsdurchfahrt auf Backsteinsockel unter Halbwalmdach. Setzschwelle mit Laubstab-Motiv verziert. Errichtet 1770. | 33758204 | BW             |
| Ohlenhoff 6 52° 39′ 37″ N, 9° 55′ 58″ O       | Brunnenfassung        | | 33758246 | BW             |
| Ohlenhoff 9 52° 39′ 37″ N, 9° 55′ 50″ O       | Schafstall            | Bündig verbretterter Dreiständerbau mit Längsdurchfahrt, teilweise auf Backsteinsockel und unter Walmdach. Hofseitiges Giebelfeld kragt auf Stichgebälk mit gerundeten Füllhölzern vor. Errichtet 1757. | 33758291 | BW             |
| Ohlenhoff 9 52° 39′ 38″ N, 9° 55′ 54″ O       | Treppenspeicher       | Traufständiger und bündig verbretterter Fachwerkbau unter Satteldach, in Hochrähmzimmerung mit durchgezapften Ankerbalken konstruiert. Satteldach kragt mit sichtbarem Kehlriegelgefüge über Treppenanlage mit Balustrade am Südgiebel vor. | 33758269 | BW             |
| Schleusenstraße 52° 39′ 36″ N, 9° 56′ 3″ O    | Schleuse Oldau        | 165 m lange, 10 m breite und 2,5 m tiefe Schleusenkammer als Schleppzugeschleuse. 1908-1910 errichtet. | 33758397 | Weitere Bilder |
| Schleusenstraße 52° 39′ 32″ N, 9° 56′ 12″ O   | Wasserkraftwerk Oldau | Zwei- bis dreigeschossiger, langgestreckter verputzter Bau unter Satteldach, der durch Pfeilervorlagen aus Sichtmauerwerk vertikal gegliedert ist. In den Intervallen sind unten je zwei große Eisenfenster mit rundbogenförmigem Abschluss und oben je drei Rechteckfenster angeordnet. Niederdruckkraftwerk mit drei Turbinen und einer Leistung von 550 kW. Errichtet 1910-1911. | 33758357 | Weitere Bilder |
| Schleusenstraße 52° 39′ 31″ N, 9° 56′ 12″ O   | Wehranlage Oldau      | 30 m breites Stauwehr mit zwei Wehrfeldern zwischen zwei Landpfeilern und einem Mittelpfeiler. Das rechte Wehrfeld wird durch einen Hubschütz, das linke Wehrfeld durch vier Doppelrollenschütze verschlossen. Errichtet 1908-1910. | 33758378 |                |
| Schleusenstraße 52° 39′ 32″ N, 9° 56′ 13″ O   | Flusslauf             | Natürlicher Flusslauf der Allerschleife östlich von Oldau zwischen der Schleuse im Norden und dem Wehr im Süden, die die 1910 entstandene Allerinsel östlich umfließt. 1908-1911 ausgebaggert und eingedämmt. | 33758312 | BW             |
| Schleusenstraße 52° 39′ 37″ N, 9° 56′ 12″ O   | Allerinsel Bomboy     | Mit dem Bau der Schleuse im Bereich des Bogens der Allerschleife entstandene Insel mit Weideland sowie dem Betriebsgelände des Wasser- und Schifffahrtsamtes Verden, Außenstelle Oldau und der Preussen-Elektra. Errichtet 1908-1910. | 33758099 | BW             |
| Schleusenstraße 7 52° 39′ 34″ N, 9° 55′ 53″ O | Scheune               | Eingeschossiger, allseitig verbretterter Fachwerkbau in Unterrähmkonstruktion auf teilweise hohem Backsteinsockel unter nach Westen abgewalmten Satteldach. Mit Querdurch- sowie Quereinfahrt. Südliche Traufenseite eingezogen, Dach wird von vier Stützen getragen. 1904 hierher transloziert.                                                                                    | 33758334 | BW             |

## Rixförde
| Lage                                    | Bezeichnung          | Beschreibung | ID       | Bild |
| --------------------------------------- | -------------------- | --- | -------- | ---- |
| Gut Rixförde 52° 36′ 2″ N, 9° 54′ 46″ O | Teehaus Gut Rixförde | Eingeschossiger verputzter und unterkellerter Ziegelbau auf ovalem Grundriss unter gewölbten Kappendach in Schieferdeckung. Nach Süden durch ionische Säulen unterteilte Fensteröffnung, die bis zum Boden reicht. Entwurf durch Schultze-Naumburg. Errichtet 1911(i). | 33758418 | BW   |
| Gut Rixförde 52° 36′ 4″ N, 9° 54′ 51″ O | Jagdhaus             | | 42103080 | BW   |
| Gut Rixförde 52° 36′ 3″ N, 9° 54′ 50″ O | Wohnhaus             | | 42103125 | BW   |